# امیر قمی
امیررضا قمی (زادهٔ ۱ فروردین ۱۳۴۷)، که بیشتر با نام امیر قمی شناخته می‌شود؛ جودوکار و مربی سابق اهل ایران است. او اولین المپیکی جودو و از ورزشکاران فدراسیون جودو ایران است. وی سابقه قهرمانی در مسابقات جهانی جودو و شرکت در مسابقات بین‌المللی از جمله بازی‌های المپیک تابستانی آتالانتا ۱۹۹۶ و المپیک تابستانی ۲۰۰۰ سیدنی، قهرمانی جودوی جهان را نیز در کارنامه ورزشی خود دارد.